# Lhota u Příbramě
Lhota u Příbramě é uma comuna checa localizada na região da Boêmia Central, distrito de Příbram.